# Megarcys
Megarcys is een geslacht van steenvliegen uit de familie Perlodidae. De wetenschappelijke naam van het geslacht is voor het eerst geldig gepubliceerd in 1912 door Klapálek.

## Soorten
Megarcys omvat de volgende soorten:
- Megarcys bussoni (Navás, 1923)
- Megarcys irregularis (Banks, 1900)
- Megarcys magnilobus Zhiltzova, 1988
- Megarcys ochracea (Klapálek, 1912)
- Megarcys pseudochracea Zhiltzova, 1977
- Megarcys signata (Hagen, 1874)
- Megarcys sjostedti (Navás, 1930)
- Megarcys subtruncata Hanson, 1942
- Megarcys teslenkonis Zwick, 2010
- Megarcys watertoni (Ricker, 1952)
- Megarcys yosemite (Needham & Claassen, 1925)